# Polen op de Olympische Zomerspelen 1956
Polen nam deel aan de Olympische Zomerspelen 1956 in Melbourne, Australië. De negen medailles waren het grootst aantal dat Polen tot dan toe had behaald.

## Medailleoverzicht
| Sport         | Olympiër | Onderdeel                      | Medaille |
| ------------- | --- | ------------------------------ | -------- |
| Atletiek      | Elżbieta Krzesińska                                                                                                  | verspringen (v)                | Goud     |
| Atletiek      | Janusz Sidlo | speerwerpen (m)                | Zilver   |
| Schermen      | Jerzy Pawłowski | sabel (m)                      | Zilver   |
| Schermen      | Andrzej Piątkowski Emil Ochyra Wojciech Zabłocki Jerzy Pawłowski Ryszard Zub Marek Kuszewski                         | sabel team (m)                 | Zilver   |
| Schietsport   | Adam Smelczynski | trap (m)                       | Zilver   |
| Boksen        | Henryk Niedzwiedzki                                                                                                  | -57kg (m)                      | Brons    |
| Boksen        | Zbigniew Pietrzykowski                                                                                               | -71kg (m)                      | Brons    |
| Gewichtheffen | Marian Zielinski | -60kg (m)                      | Brons    |
| Turnen        | Dorota Horzonek-Jokiel Natalia Kot Danuta Nowak-Stachow Helena Rakoczy Lidia Szczerbinska Barbara Wilkowna-Slizowska | draagbaar gereedschap team (v) | Brons    |

## Deelnemers en resultaten

### Atletiek
| Olympiër                                                                                            | Onderdeel                | Resultaat | Prestatie                                                                       |
| --------------------------------------------------------------------------------------------------- | ------------------------ | --------- | ------------------------------------------------------------------------------- |
| Marian Foik                                                                                         | 100m (m)                 | 8e        | serie 5: 1ste in 10,88 kwartfinale 4: 3de in 10,83 halve finale 2: 5de in 10,84 |
| Jan Jarzembowski                                                                                    | 100m (m)                 | 15e       | serie 1: 2de in 10,95 kwartfinale 3: 4de in 10,98                               |
| Edward Szmidt                                                                                       | 100m (m)                 | DNS       | serie 8: niet gestart                                                           |
| Zenon Baranowski                                                                                    | 200m (m)                 | DNS       | serie 2: niet gestart                                                           |
| Jan Jarzembowski                                                                                    | 200m (m)                 | 30e       | serie 10: 4de in 21,91                                                          |
| Edward Szmidt                                                                                       | 200m (m)                 | 16e       | serie 9: 2de in 22,03 kwartfinale 1: 6de in 21,73                               |
| Jerzy Chromik                                                                                       | 5000m (m)                | 19e       | serie 3: 7de in 14.51,4                                                         |
| Zdzisław Krzyszkowiak                                                                               | 5000m (m)                | DNS       | serie 1: niet gestart                                                           |
| Kazimierz Zimny                                                                                     | 5000m (m)                | DNF       | serie 1: niet gefinisht                                                         |
| Jerzy Chromik                                                                                       | 10000m (m)               | DNS       | niet gestart                                                                    |
| Zdzisław Krzyszkowiak                                                                               | 10000m (m)               | 4e        | 29.05,0                                                                         |
| Jerzy Chromik                                                                                       | 3000m steeplechase (m)   | DNS       | serie 2: niet gestart                                                           |
| Zdzisław Krzyszkowiak                                                                               | 3000m steeplechase (m)   | DNS       | serie 1: 5de in 8.48,29 finale: niet gestart                                    |
| Marian Foik Jan Jarzembowski Edward Szmidt Zenon Baranowski Henryk Grabowski Kazimierz Kropidłowski | 4x100m (m)               | 6e        | serie 4: 1ste in 40,97 halve finale 1: 2de in 41,12 finale: 6de in 40,75        |
| Henryk Grabowski                                                                                    | verspringen (m)          | 10e       | kwalificatie: 1ste met 7,52m finale: 10de met 7,15m                             |
| Kazimierz Kropidłowski                                                                              | verspringen (m)          | 6e        | kwalificatie: 12de met 7,22m finale: 6de met 7,30m                              |
| Ryszard Malcherczyk                                                                                 | hink-stap-springen (m)   | 10e       | kwalificatie: 21ste met 14,84m finale: 10de met 15,54m                          |
| Zbigniew Janiszewski                                                                                | polsstokhoogspringen (m) | 12e       | kwalificatie: 2de met 4,15m finale: 12de met 4,15m                              |
| Zenon Ważny                                                                                         | polsstokhoogspringen (m) | 6e        | kwalificatie: 8ste met 4,15m finale: 6de met 4,25m                              |
| Tadeusz Rut                                                                                         | discuswerpen (m)         | 17e       | kwalificatie: 17de met 46,62m                                                   |
| Jan Kopyto                                                                                          | speerwerpen (m)          | 5e        | kwalificatie: 13de met 68,19m finale: 5de met 74,28m                            |
| Janusz Sidło                                                                                        | speerwerpen (m)          | Zilver    | kwalificatie: 6de met 72,00m finale: 2de met 79,98m                             |
| Alfons Niklas                                                                                       | kogelslingeren (m)       | 10e       | kwalificatie: 4de met 58,46m finale: 10de met 57,70m                            |
| Tadeusz Rut                                                                                         | kogelslingeren (m)       | 14e       | kwalificatie: 5de met 58,07m finale: 14de met 53,43m                            |
| |                          |           |                                                                                 |
| Maria Kusion-Bibro                                                                                  | 100m (v)                 | 17e       | serie 2: 4de in 12,2                                                            |
| Barbara Janiszewska                                                                                 | 100m (v)                 | 17e       | serie 3: 4de in 12,2                                                            |
| Halina Richter-Górecka                                                                              | 100m (v)                 | 17e       | serie 4: 5de in 12,2                                                            |
| Maria Kusion                                                                                        | 200m (v)                 | DNS       | serie 4: niet gestart                                                           |
| Barbara Lerczak                                                                                     | 200m (v)                 | 12e       | serie 5: 2de in 24,8 halve finale 1: 6de in 25,2                                |
| Genowefa Minicka                                                                                    | 200m (v)                 | 16e       | serie 2: 4de in 25,0                                                            |
| Elżbieta Krzesińska                                                                                 | 80m horden (v)           | DNS       | serie 4: niet gestart                                                           |
| Maria Kusion Barbara Lerczak Genowefa Minicka Halina Richter Elżbieta Krzesińska                    | 4x100m (v)               | 8e        | serie 2: 4de in 46,58                                                           |
| Elżbieta Krzesińska-Duńska                                                                          | verspringen (v)          | Goud      | kwalificatie: 1ste met 6,13m finale: 1ste met 6,35m (WR)                        |
| Maria Kusion-Bibro                                                                                  | verspringen (v)          | 9e        | kwalificatie: 6de met 5,80m finale: 9de met 5,79m                               |
| Genowefa Minicka                                                                                    | verspringen (v)          | 12e       | kwalificatie: 12de met 5,72m finale: 12de met 5,64m                             |
| Urszula Figwer                                                                                      | speerwerpen (v)          | 6e        | kwalificatie: 2de met 47,76m finale: 6de met 48,16m                             |
| Anna Wojtaszek-Pazera                                                                               | speerwerpen (v)          | 9e        | kwalificatie: 12de met 44,08m finale: 9de met 46,92m                            |

### Boksen
| Olympiër               | Onderdeel   | Resultaat | Prestatie |
| ---------------------- | ----------- | --------- | --- |
| Henryk Kukier          | -51kg (m)   | 9e        | 1ste ronde: vrij 2de ronde: V van AUS Batchelor: punten |
| Zenon Stefaniuk        | -54kg (m)   | 9e        | 1ste ronde: vrij 2de ronde: V van CHI Barrientos: punten |
| Henryk Niedźwiedzki    | -57kg (m)   | Brons     | 1ste ronde: vrij 2de ronde: W van RSA Leisching: punten kwartfinale: W van ARG Falfán: scheidsrechterlijke beslissing halve finale: V van URS Safronov: punten |
| Zygmunt Milewski       | -60kg (m)   | 5e        | 1ste ronde: vrij 2de ronde: W van FIN Niinivuori: punten kwartfinale: V van FRG Kurschat: scheidsrechterlijke beslissing                                       |
| Leszek Drogosz         | -63,5kg (m) | 9e        | 1ste ronde: vrij 2de ronde: V van URS Yengibaryan: punten |
| Tadeusz Walasek        | -67kg (m)   | 9e        | 1ste ronde: V van IRL Tiedt: punten |
| Zbigniew Pietrzykowski | -71kg (m)   | Brons     | 1ste ronde: W van URS Karpov: punten kwartfinale: W van BUL Nikolov: punten halve finale: V van HUN Papp: punten                                               |
| Zbigniew Piórkowski    | -75kg (m)   | 9e        | 1ste ronde: V van CHI Tapia: scheidsrechterlijke beslissing.                                                                                                   |
| Andrzej Wojciechowski  | -81kg (m)   | 5e        | 1ste ronde: W van SWE Risberg: scheidsrechterlijke beslissing kwartfinale: V van CHI Lucas: punten                                                             |

### Gewichtheffen
| Olympiër         | Onderdeel   | Resultaat | Prestatie                                                                           |
| ---------------- | ----------- | --------- | ----------------------------------------------------------------------------------- |
| Marian Zieliński | -60kg (m)   | Brons     | duwen: 3de met 105kg trekken: 3de met 102,5kg stoten: 4de met 127,5kg totaal: 335kg |
| Jan Czepułkowski | -67,5kg (m) | 6e        | duwen: 2de met 120kg trekken: 7de met 105kg stoten: 10de met 135kg totaal: 360kg    |
| Krzysztof Beck   | -75kg (m)   | 6e        | duwen: 3de met 122,5kg trekken: 6de met 112,5kg stoten: 6de met 145kg totaal: 380kg |
| Jan Bochenek     | -75kg (m)   | 4e        | duwen: 5de met 120kg trekken: 6de met 112,5kg stoten: 3de met 150kg totaal: 382,5kg |
| Czesław Białas   | -90kg (m)   | DNF       | duwen: 5de met 130kg trekken: geen geldige poging                                   |

### Kanovaren
| Olympiër                      | Onderdeel      | Resultaat | Prestatie                                     |
| ----------------------------- | -------------- | --------- | --------------------------------------------- |
| Stefan Kapłaniak              | K-1 1000m (m)  | 4e        | serie 2: 1ste in 4.35,2 finale: 4de in 4.19,8 |
| Ryszard Skwarski Jerzy Górski | K-2 1000m (m)  | 12e       | serie 2: 4de in 4.12,6                        |
| Jerzy Górski Stefan Kapłaniak | K-2 10000m (m) | 10e       | 47.21,5                                       |
|                               |                |           |                                               |
| Daniela Walkowiak             | K-1 500m (v)   | 6e        | serie 2: 3de in 2.25,8 finale: 6de in 2.24,1  |

### Roeien
| Olympiër                                                                   | Onderdeel       | Resultaat | Prestatie                                                                         |
| -------------------------------------------------------------------------- | --------------- | --------- | --------------------------------------------------------------------------------- |
| Teodor Kocerka                                                             | skiff (m)       | 4e        | serie 3: 2de in 7.28,1 halve finale 1: 2de in 9.05,7 finale: 4de in 8.12,9        |
| Zbigniew Schwarzer Henryk Jagodziński Bertold Mainka                       | twee-met (m)    | 4e        | serie 2: 2de in 7.43,7 halve finale 1: 1ste in 9.22,8 finale: 4de in 8.31,5       |
| Kazimierz Błasiński Szczepan Grajczyk Zbigniew Paradowski Marian Nietupski | vier-zonder (m) | 8e        | serie 4: 2de in 6.46,3 herkansingen: 1ste in 8.29,3 halve finale 1: 4de in 8.32,0 |

### Schermen
| Olympiër                                                                                     | Onderdeel      | Resultaat | Prestatie |
| -------------------------------------------------------------------------------------------- | -------------- | --------- | --- |
| Marek Kuszewski                                                                              | sabel (m)      | 22e       | 1ste ronde: vrij kwartfinale 2: 6de met 2 overwinningen |
| Jerzy Pawłowski                                                                              | sabel (m)      | Zilver    | 1ste ronde: vrij kwartfinale 4: 1ste met 5 overwinningen halve finale 1: 2de met 5 overwinningen finale: 2de met 5 overwinningen                                                     |
| Wojciech Zabłocki                                                                            | sabel (m)      | 6e        | 1ste ronde: vrij kwartfinale 3: 3de met 4 overwinningen halve finale 2: 4de met 4 overwinningen finale: 6de met 2 overwinningen                                                      |
| Andrzej Piątkowski Emil Ochyra Wojciech Zabłocki Jerzy Pawłowski Ryszard Zub Marek Kuszewski | sabel team (m) | Zilver    | 1ste ronde groep 2: 1ste W van Groot-Brittannië: 12-4 halve finale 2: 2de W van Verenigde Staten: 10-6 finale: 2de V van Hongarije: 4-9 W van Sovjet-Unie: 9-7 W van Frankrijk: 10-6 |

### Schietsport
| Olympiër          | Onderdeel | Resultaat | Prestatie  |
| ----------------- | --------- | --------- | ---------- |
| Zygmunt Kiszkurno | trap (m)  | 15e       | 170 punten |
| Adam Smelczyński  | trap (m)  | Zilver    | 190 punten |

### Turnen
| Olympiër                                                                                           | Onderdeel                      | Resultaat | Prestatie      |
| -------------------------------------------------------------------------------------------------- | ------------------------------ | --------- | -------------- |
| Dorota Jokiel                                                                                      | balk (v)                       | 26e       | 17,866 punten  |
| Natalia Kot                                                                                        | balk (v)                       | 13e       | 18,166 punten  |
| Danuta Nowak-Stachow                                                                               | balk (v)                       | 33e       | 17,566 punten  |
| Helena Rakoczy                                                                                     | balk (v)                       | 16e       | 18,133 punten  |
| Barbara Ślizowska                                                                                  | balk (v)                       | 43e       | 17,333 punten  |
| Lidia Szczerbińska                                                                                 | balk (v)                       | 30e       | 17,633 punten  |
| Dorota Jokiel                                                                                      | brug (v)                       | 20e       | 18,200 punten  |
| Natalia Kot                                                                                        | brug (v)                       | 8e        | 18,600 punten  |
| Danuta Nowak-Stachow                                                                               | brug (v)                       | 10e       | 18,533 punten  |
| Helena Rakoczy                                                                                     | brug (v)                       | 5e        | 18,700 punten  |
| Barbara Ślizowska                                                                                  | brug (v)                       | 32e       | 17,900 punten  |
| Lidia Szczerbińska                                                                                 | brug (v)                       | 48e       | 17,200 punten  |
| Dorota Jokiel                                                                                      | sprong (v)                     | 16e       | 18,233 punten  |
| Natalia Kot                                                                                        | sprong (v)                     | 7e        | 18,500 punten  |
| Danuta Nowak-Stachow                                                                               | sprong (v)                     | 42e       | 17,866 punten  |
| Helena Rakoczy                                                                                     | sprong (v)                     | 7e        | 18,500 punten  |
| Barbara Ślizowska                                                                                  | sprong (v)                     | 50e       | 17,566 punten  |
| Lidia Szczerbińska                                                                                 | sprong (v)                     | 48e       | 17,733 punten  |
| Dorota Jokiel                                                                                      | vloer (v)                      | 59e       | 17,366 punten  |
| Natalia Kot                                                                                        | vloer (v)                      | 14e       | 18,366 punten  |
| Danuta Nowak-Stachow                                                                               | vloer (v)                      | 42e       | 17,833 punten  |
| Helena Rakoczy                                                                                     | vloer (v)                      | 14e       | 18,366 punten  |
| Barbara Ślizowska                                                                                  | vloer (v)                      | 47e       | 17,733 punten  |
| Lidia Szczerbińska                                                                                 | vloer (v)                      | 47e       | 17,733 punten  |
| Dorota Jokiel                                                                                      | individuele meerkamp (v)       | 27e       | 71,666 punten  |
| Natalia Kot                                                                                        | individuele meerkamp (v)       | 9e        | 73,633 punten  |
| Danuta Nowak-Stachow                                                                               | individuele meerkamp (v)       | 25e       | 71,800 punten  |
| Helena Rakoczy                                                                                     | individuele meerkamp (v)       | 8e        | 73,700 punten  |
| Barbara Ślizowska                                                                                  | individuele meerkamp (v)       | 45e       | 70,533 punten  |
| Lidia Szczerbińska                                                                                 | individuele meerkamp (v)       | 47e       | 70,300 punten  |
| Helena Rakoczy Natalia Kot Danuta Nowak-Stachow Dorota Jokiel Barbara Ślizowska Lidia Szczerbińska | meerkamp team (v)              | 4e        | 436,485 punten |
| Helena Rakoczy Natalia Kot Danuta Nowak-Stachow Dorota Jokiel Barbara Ślizowska Lidia Szczerbińska | draagbaar gereedschap team (v) | Brons     | 74,000 punten  |

### Zwemmen
| Olympiër         | Onderdeel        | Resultaat | Prestatie              |
| ---------------- | ---------------- | --------- | ---------------------- |
| Elżbieta Gellner | 100m rugslag (v) | 15e       | serie 1: 5de in 1.16,2 |

Afghanistan · Argentinië · Australië · Bahama's · België · Bermuda · Birma · Brazilië · Brits-Guiana · Bulgarije · Cambodja* · Canada · Ceylon · Chili · Colombia · Cuba · Denemarken · Duits eenheidsteam · Egypte* · Ethiopië · Fiji · Filipijnen · Finland · Frankrijk · Griekenland · Groot-Brittannië · Hongarije · Hongkong · Ierland · IJsland · India · Indonesië · Iran · Israël · Italië · Jamaica · Japan · Joegoslavië · Kenia · Liberia · Luxemburg · Malakka · Mexico · Nederland* · Nieuw-Zeeland · Nigeria · Noord-Borneo · Noorwegen · Oeganda · Oostenrijk · Pakistan · Peru · Polen · Portugal · Puerto Rico · Roemenië · Singapore · Sovjet-Unie · Spanje* · Taiwan · Thailand · Trinidad en Tobago · Tsjecho-Slowakije · Turkije · Uruguay · Venezuela · Verenigde Staten · Vietnam · Zuid-Afrika · Zuid-Korea · Zweden · Zwitserland*

*alleen deelgenomen in Stockholm